# Tradescantia anagallidea
Tradescantia anagallidea là một loài thực vật có hoa trong họ Commelinaceae. Loài này được Seub. miêu tả khoa học đầu tiên năm 1855.